# Austrian Open 1971 - Singolare
Il singolare dell'Austrian Open 1971 è stato un torneo di tennis facente parte della categoria Grand Prix.
Clark Graebner e Manuel Orantes condivisero il titolo poiché la finale non fu mai disputata a causa del maltempo.